# 臺中市私立玉山高級中學
臺中市私立玉山高級中學，簡稱玉山高中，是一所位於臺中市東勢區的私立技術型高級中等學校。該校之前身為創立於1978年之東暉商工。

## 歷史
- 1978年，於臺中縣東勢鎮創校，初名「臺中縣私立東暉高級商工職業學校」。
- 1999年，校舍全遭921大地震毀損。
- 2000年，董事會改組，由董事長黃明福接續辦理校務。
- 2001年，改制為「臺中縣私立玉山高級中學」。
- 2010年，台中縣市合併，改隸為「臺中市私立玉山高級中學」。

## 科別介紹
- 餐飲管理科
- 觀光事業科
- 資料處理科
- 室內設計科
- 美容科
- 綜合職能科

## 進修學校
- 餐飲管理科
- 資料處理科
- 美容科

## 相關連結
- 玉山高級中學 （页面存档备份，存于）